# فريدريش تسيمرمان
فريدريش تسيمرمان (بالألمانية: Friedrich Zimmermann )‏ (و. 1925 – 2012 م) هو سياسي، ومحامي ألماني، ولد في ميونخ، كان عضوًا في الاتحاد الاجتماعي المسيحي، والحزب النازي، توفي عن عمر يناهز 87 عاماً.

## مناصب
تولى منصب وزير الداخلية الاتحادي (4 أكتوبر 1982–21 أبريل 1989)
- عضو في البوندستاغ الألماني (15 أكتوبر 1957–15 أكتوبر 1961).[6]

## التعليم
تعلم في جامعة لودفيغ ماكسيميليان في ميونخ.

## جوائز
حصل على جوائز منها:
- وسام الاستحقاق البافاري
- ميدالية الشرف الذهبية العظمى للخدمات المقدمة لجمهورية النمسا
- الصليب الأكبر من وسام استحقاق جمهورية ألمانيا الاتحادية.

## وصلات خارجية
- فريدريش زيمرمان على موقع IMDb (الإنجليزية)
- فريدريش زيمرمان على موقع مونزينجر (الألمانية)
- فريدريش زيمرمان على موقع ميوزك برينز (الإنجليزية)
- فريدريش تسيمرمان في قاعدة بيانات الأفلام على الإنترنت